# Qvarqvare I Jaqeli
Qvarqvare I Jaqeli (en georgiano: ყვარყვარე I ჯაყელი; 1298-1361) fue un príncipe (mtavari) georgiano y gobernante de Samtsje desde 1334 a 1361.
Su padre fue el atabeg Sargis II Jaqeli, hijo de Beka I Jaqeli. En 1334, después de la muerte de su padre, Qvarqvare se convirtió en vasallo de Jorge V de Georgia y fue nombrado atabeg de Samtsje por el rey.